# Charles Robert Spencer
Carlos Spencer, VI conde Spencer (nacido como Charles Robert Spencer; Londres, 30 de octubre de 1857-26 de septiembre de 1922), fue un político liberal y cortesano británico , y conde de Spencer desde la muerte de su hermano mayor, John Spencer, V conde de Spencer en 1867, hasta su propia muerte, en 1922. Fue señor chambelán de la Casa entre 1905 y 1912. Por nacimiento pertenecía a la dinastía Spencer. Fue vizconde Althorp entre 1905 y 1910.

## Biografía
Spencer nació en 1857 en St. James, Westminster, hijo de Federico Spencer, IV conde Spencer y su segunda esposa, Adelaida Horacia, hija de Horacio Beauchamp Seymour y nieta del Almirante Hugh Seymour. Fue educado en la Escuela Harrow y en el Colegio Trinity.

## Matrimonio y descendencia
El 23 de julio de 1887 se casó en la Iglesia de St. James, Piccadilly, con Margaret Baring (14 de diciembre de 1868-4 de julio de 1906), quien fue hija de Eduardo Baring, I barón Revelstoke (1828-1897) y de Louisa Emily Charlotte Bulteel. Tuvieron seis hijos:
- Lady Adelaide Margaret Delia Spencer (1889-1981).
- Alberto Spencer, VII conde Spencer (1892-1975), abuelo de Diana Spencer.
- Cecil Edward Robert Spencer (1894-1928).
- Lady Lavinia Emily Spencer (1899-1955).
- Capitán George Charles Spencer (1903-1982).
- Lady (Alexandra) Margaret Elizabeth Spencer (1906-1996).

## Vida pública
Spencer representó al distrito electoral de North Northamptonshire de 1880 a 1885 y de Mid Northamptonshire de 1885 a 1895 y de nuevo para 1900 a 1905. En 1898 se postuló para el distrito de Hertford. Fue Groom-in-waiting para la Reina Victoria de febrero a junio de 1886, vice-chambelán de 1892 a 1895 y canciller privado en 1892. El 19 de diciembre de 1905, fue creado primer vizconde Althorp y se convirtió en Lord Chambelán (su hermano mayor, John Spencer, aún era conde Spencer). Desde 1908 fue Lord Teniente de Northamptonshire.
El 13 de agosto de 1910, sucedió a los títulos de su hermano, que murió sin hijos. Charles Robert moriría doce años después en su casa de St. James, Londres.
Juan de la Pole